# باشگاه فوتبال کیدلینگتون
باشگاه فوتبال کیدلینگتون (به انگلیسی: Kidlington Football Club) یک باشگاه فوتبال در شهر کیدلینگتون، کشور انگلستان است که در سال ۱۹۰۸ میلادی تأسیس شده‌است.